# ジェイ・エイブラハム
ジェイ·エイブラハム （英: Jay Abraham、1949年1月8日 - ）は、アメリカの経営者、講演者 、および作家。 
2000年にフォーブスはアメリカでトップ5の経営コンサルタント(Executive coach)の一人として彼を挙げた。 彼は、企業に成長戦略を提供することに焦点を当てたマーケティング·コンサルタント会社、エイブラハム・グループの創業者兼CEOである。

## 人物
ジェイ·エイブラハムは、インディアナ州 インディアナポリスで生れた。
彼は、1970年代にはダイレクトレスポンスマーケティングの戦略開発で知られていた。
彼の顧客は、小規模なヴェンチャー企業から国際企業におよんでいる。 彼の仕事には、企業に成長戦略と経営幹部を提供することが含まれる。 エイブラハムは、ビジネスやマーケティングコンサルタントとして、世界規模で400以上のさまざまな業種の、1万以上の支援をしてきた。
彼は1990年代初頭の不況と2008年の景気後退の後、経済戦略に取り組む本を執筆した。 彼の戦略は、企業経営者たちが経済不況の影響を受けないような、技術を確認し利用することに焦点を当てている.。彼はまた、ビジネスマーケティングのセミナーを行ない、米国、メキシコ、ロシア、中国、オーストラリアなど世界各国での会議や企業のイベントで基調講演を務めている。

## 会員
- EFactor.com - 顧問会議 （2011年 - 現在）

## 著作
- Getting Everything You Can Out of All You've Got: 21 Ways You Can Out-Think, Out-Perform, and Out-Earn the Competition, Truman Talley Books, 384 pages.(2000). ISBN 978-0312204655
- 平仲成敏 訳『お金をかけずにお金を稼ぐ方法』PHP研究所、2001年、ISBN 978-4569616209
- 金森重樹 訳『ハイパワー・マーケティング』インデックス・コミュニケーションズ、2005年、ISBN 978-4757302877
- The Sticking Point Solution: 9 Ways to Move Your Business from Stagnation to Stunning Growth in Tough Economic Times, Vanguard Press, 272 pages. (2009). ISBN 978-1593155100
- 金森重樹 訳『クラッシュ・マーケティング』実業之日本社、2009年、ISBN 978-4408107837
- 島藤真澄訳『限界はあなたの頭の中にしかない』PHP研究所、2015年、ISBN 978-4569825267
- 島藤真澄監訳『マネー・コネクション』角川書店、2017年、ISBN 978-4-04-105674-5